# Vaná Alves
Pour les articles homonymes, voir Alves.
Vanailson Luciano de Souza Alves, communément appelé Vaná Alves, né le 25 avril 1991 à Planaltina (District fédéral), est un footballeur brésilien. Il évolue au poste de gardien de but.

## Palmarès
- FC Porto :
  - Champion du Portugal en 2018
  - Vainqueur de la Supercoupe du Portugal en 2018